# Liste des ponts couverts de Suisse
Cet article recense les ponts couverts de Suisse.

## Liste

### Argovie
Dans le canton d'Argovie :
- Pont couvert de Bad Säckingen, Stein
- Holzbrücke, Baden
- Reussbrücke Bremgarten (de)

### Berne
dans le canton de Berne :
- Pont en bois d'Aarberg, Aarberg
- Auguetbrücke, Belp et Muri bei Bern
- Neubrügg, Berne et Bremgarten bei Bern
- Pont en bois de Hasle-Rüegsau, Hasle bei Burgdorf et Rüegsau
- Pont-écluse, Thoune
- Pont en bois de Büren an der Aare, Büren an der Aare
- Pont couvert en bois de Gümmenen, sur la Sarine à Gümmenen

### Fribourg
Dans le canton de Fribourg :
- Pont de Berne, Fribourg
- Pont couvert de Lessoc, Lessoc

### Grisons
Dans le canton des Grisons :
- Punt Russein, Sumvitg
- Pont-couvert de Scuol

### Lucerne
Dans le canton de Lucerne :
- Kapellbrücke, Lucerne
- Spreuerbrücke, Lucerne
- Hofbrücke (de), Lucerne

### Obwald
Dans le canton d'Obwald :
- Hohe Brücke, Kerns et Sachseln

### Saint-Gall
Dans le canton de Saint-Gall :
- Alte Rheinbrücke Vaduz–Sevelen, Sevelen

### Soleure
Dans le canton de Soleure :
- Alte Brücke, Olten

### Thurgovie
Dans le canton de Thurgovie :
- Rheinbrücke, Diessenhofen et Gailingen (Allemagne)

### Valais
- Pont couvert Napoléon, Monthey

### Zoug
Dans le canton de Zoug :
- Babenwaag, Neuheim et Hirzel (Zurich)

### Zurich
Dans le canton de Zurich :
- Babenwaag, Hirzel et Neuheim (Zoug)
- Rheinbrücke Rheinau–Altenburg (de)